# Barreiro
Pour les articles homonymes, voir Barreiro (homonymie).
Barreiro est une municipalité (en portugais : concelho ou município) du Portugal, située dans le district de Setúbal et la région de Lisbonne.

## Actualité
La ville connait actuellement un fort développement notamment grâce à l'approbation de plusieurs projets par l'Etat et la municipalité.

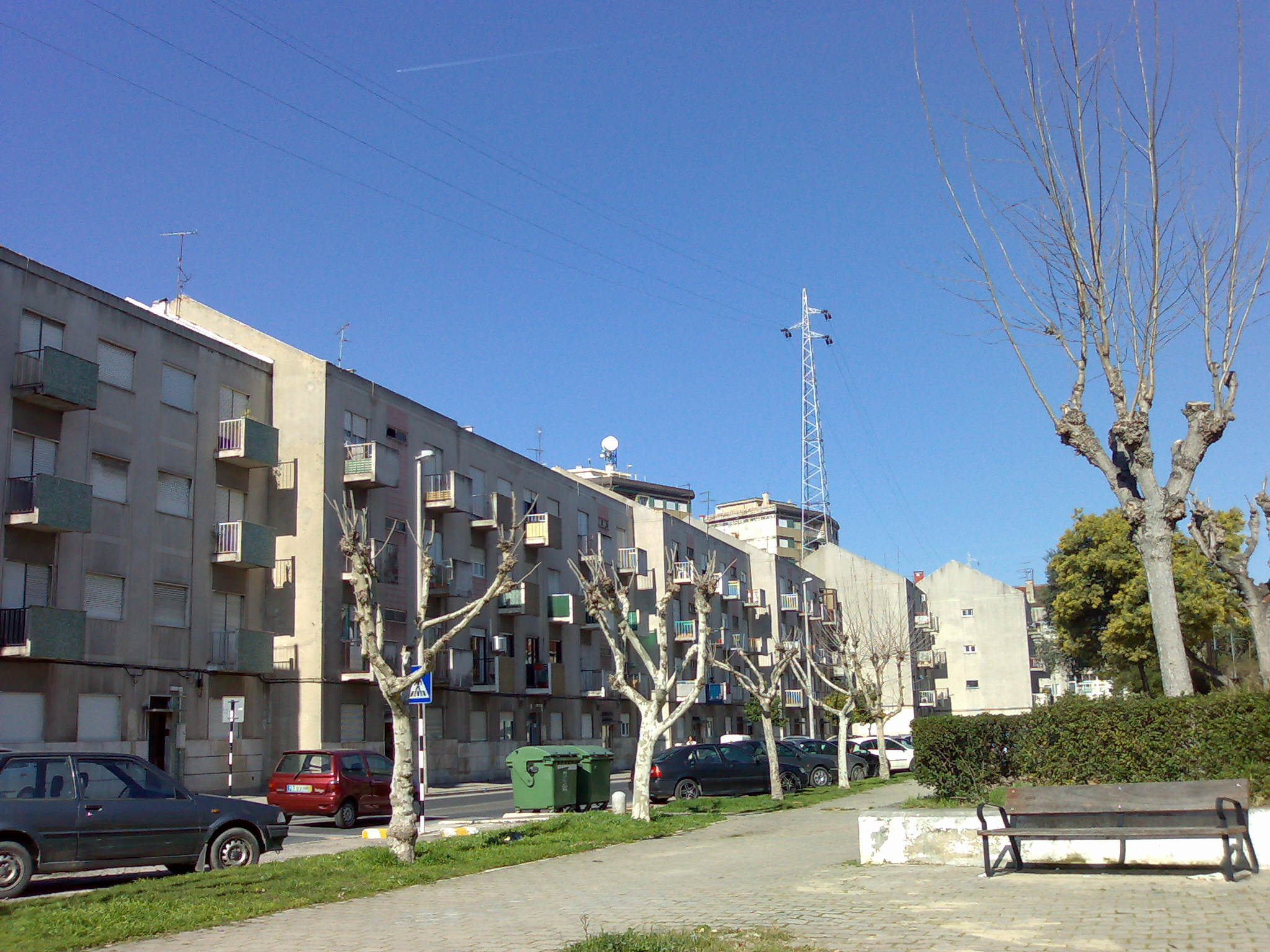
Barreiro

## Géographie
Barreiro est limitrophe :
- à l'est, de Moita,
- au sud-est, de Palmela,
- au sud, de Setúbal et de Sesimbra,
- à l'ouest, de Seixal,
- au nord, de l'estuaire du Tage, qui la sépare de Lisbonne.

## Démographie
| 1801  | 1849  | 1900  | 1930   | 1960   | 1981   | 1991   | 2001   | 2004   |
| ----- | ----- | ----- | ------ | ------ | ------ | ------ | ------ | ------ |
| 2 425 | 3 384 | 7 738 | 21 030 | 35 088 | 88 052 | 85 768 | 79 012 | 78 992 |

| 2011   | - | - | - | - | - | - | - | - |
| ------ | - | - | - | - | - | - | - | - |
| 78 764 | - | - | - | - | - | - | - | - |

## Subdivisions
La municipalité de Barreiro groupe 8 paroisses (en portugais : freguesias) :
- Alto do Seixalinho
- Barreiro (freguesia)
- Coina
- Lavradio
- Palhais
- Santo André
- Santo António da Charneca
- Verderena

## Jumelages
| Ville | Ville        | Pays | Pays     |
| ----- | ------------ | ---- | -------- |
|       | Stara Zagora |      | Bulgarie |
|       | Łódź         |      | Pologne  |

## Personnalités liées à la municipalité
- José Augusto, ancien joueur portugais du SL Benfica et de l'équipe portugaise de football y est né en 1937 ;
- Manuel Bento, ancien gardien de but de l'équipe du Portugal de football et du SL Benfica, y est décédé en 2003 ;
- João Cancelo, footballeur international portugais, y est né en 1994.